# Pietro Pellegri
Pietro Pellegri (* 17. März 2001 in Genua) ist ein italienischer Fußballspieler. Der Stürmer steht seit Januar 2022 beim FC Turin unter Vertrag und ist in der Saison 2024/25 an den FC Empoli ausgeliehen.

## Karriere

### Verein
Pellegri begann seine Karriere beim CFC Genua. Am 22. Dezember 2016 debütierte er für die Profis von Genua, als er am 18. Spieltag der Saison 2016/17 gegen den FC Turin in der 88. Minute für Tomás Rincón eingewechselt wurde. Damit egalisierte er den von Amedeo Amadei aufgestellten Rekord als jüngster Spieler der Serie A.
Am 17. September 2017 erzielte Pellegri bei der 2:3-Niederlage gegen Lazio Rom beide Treffer für den CFC Genua und wurde damit zum jüngsten Doppel-Torschützen der Serie A.
Im Januar 2018 wechselte er um für 25 Mio. Euro, die bisherige Rekordsumme für einen U17-Spieler in die Ligue 1 zur AS Monaco.
Zur Saison 2021/22 wechselte Pietro Pellegri für ein Jahr auf Leihbasis in die italienische Serie A zur AC Mailand. Bereits im Januar 2022 wurde der Leihvertrag mit der AC Mailand in beiderseitigem Einvernehmen aufgelöst und Pellegri umgehend von der AS Monaco an den FC Turin verliehen. Nach Ablauf der Leihe verpflichtete Turin den Italiener fest. Im Sommer 2024 wurde Pellegri für die Saison 2024/25 an den FC Empoli ausgeliehen.

### Nationalmannschaft
Pellegri debütierte im März 2015 für die italienische U-15-Auswahl. Im Oktober desselben Jahres folgte schließlich auch das Debüt in der U-16-Mannschaft. Im August 2016 debütierte er gegen Bosnien und Herzegowina für das U-17-Team.
Im September 2018 wurde Pellegri von Roberto Mancini in den Kader der A-Nationalmannschaft für die Nations-League-Partien gegen Polen und Portugal berufen, reiste wegen einer Verletzung jedoch wieder ab. Nach langer Zeit ohne Berücksichtigung debütierte er am 11. November 2020 beim 4:0-Sieg im Freundschaftsspiel gegen Estland, als er in der 71. Minute für Kevin Lasagna eingewechselt wurde. Seither wurde er nicht mehr nominiert.